# Polystichum speciosissimum
Polystichum speciosissimum är en träjonväxtart som först beskrevs av Addison Brown och Kze., och fick sitt nu gällande namn av Edwin Bingham Copeland. Polystichum speciosissimum ingår i släktet Polystichum och familjen Dryopteridaceae. Inga underarter finns listade.